# Hispo macfarlanei
Hispo macfarlanei är en spindelart som beskrevs av Fred R. Wanless 1981. Hispo macfarlanei ingår i släktet Hispo och familjen hoppspindlar. Inga underarter finns listade i Catalogue of Life.